# Mauricio Antón
Mauricio Antón Ortuzar
Mauricio Antón ou Mauricio Antón Ortuzar (né en 1961 à Bilbao, en Espagne) est un paléoartiste et illustrateur spécialisé dans la reconstitution d'espèces disparues, reconnu pour ses peintures d'hominidés, de carnivores éteints et autres vertébrés. Ses travaux ont illustré de très nombreux livres, documents scientifiques, collections privés et musées un peu partout à travers le monde. Il travaille actuellement en collaboration avec le Musée national des sciences naturelles d'Espagne, à Madrid.

## Vie et carrière
Alors qu'il est adolescent à Caracas (Venezuela) dans les années 1970, Mauricio est fasciné par un squelette de tigre à dents de sabre Smilodon fatalis dans le musée local. Depuis, il travaille et améliore ses techniques pour redonner vie aux fossiles dans ses dessins, s'intéressant particulièrement aux félidés, aux hominidés et autres vertébrés. Il écrit dans son livres El secreto de los fósiles) : « Il est de la responsabilité du paléo-illustrateur scientifique de s'assurer que ses illustrations représentent rigoureusement les connaissances des paléontologues sur les espèces disparues. »
Pour cela il rassemble des données sur les espèces existantes, parcourt le monde, travaille sur des fossiles, dissèque des spécimens offerts par des zoos, s'intéressant avec des spécialistes aux espèces existantes et à leur écosystème pour reconstituer leurs ancêtres disparus. Il a été conseiller en paléobiologie, biomécanique, et habitat des vertébrés disparus pour divers médias (BBC, National Geographic Society, Natural History, Discovery Channel, etc.). 
À partir de 2004 il travaille en collaboration avec les studios d'animation « The Fly Factory » pour réaliser des modèles en 3D et l'animation d'espèces disparues.
En 2006 il remporte le prix « John Lanzendorf » de la meilleure illustration scientifique de la part de la Society of Vertebrate Paleontology. En 2009 il est invité par l'Institute of Vertebrate Paleontology and Paleoanthropology chinois pour visiter le musée de Pékin ainsi que le nouveau musée et le site paléontologique de Hezheng dans le centre du pays, où il observe des fossiles de carnivores non encore décrits.
Entre 2009-2010 il contribue à l'exposition « Extreme Mammals » de l'American Museum of Natural History, à New York.

## Galerie

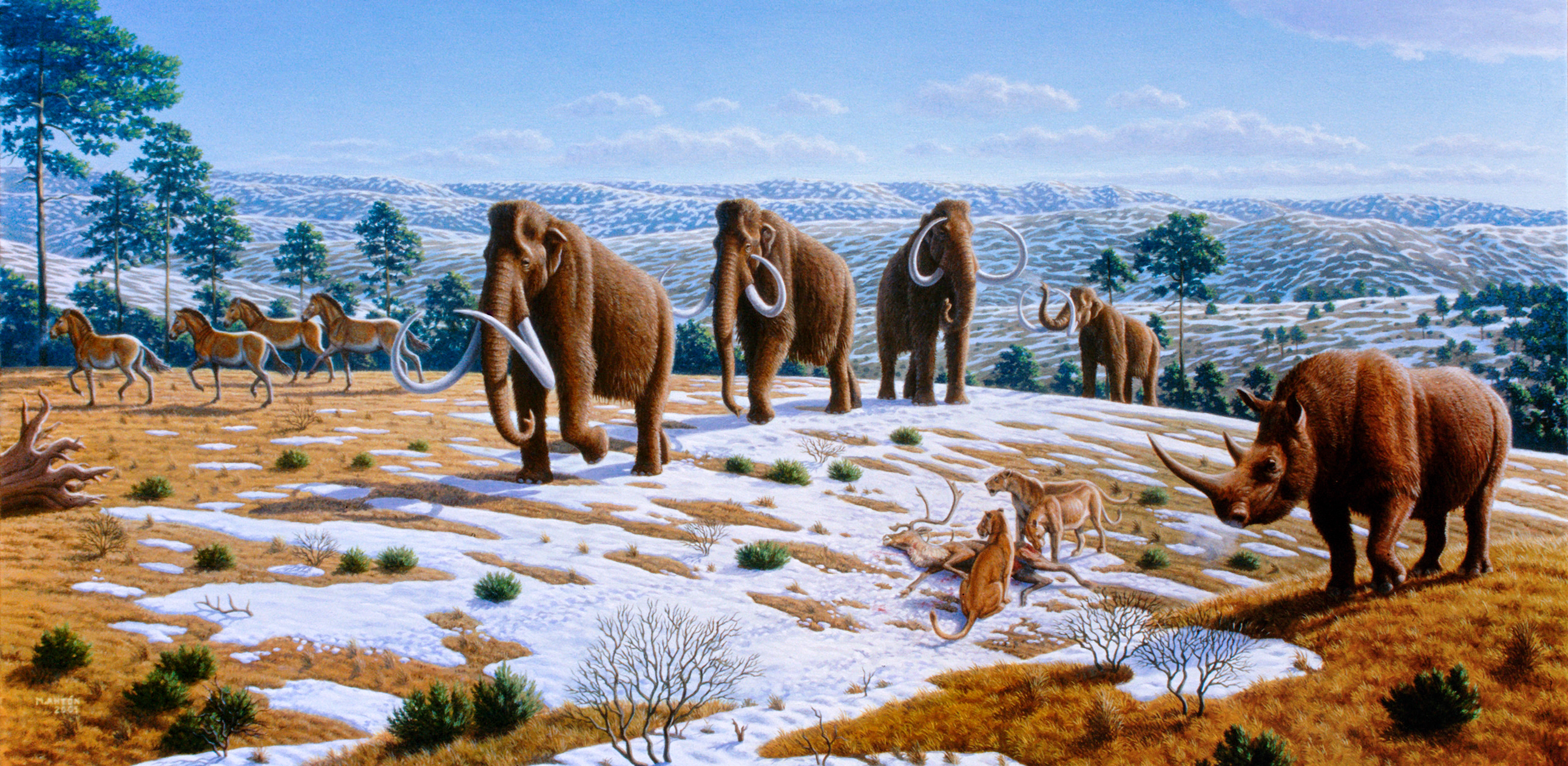
Nord de l'Espagne durant l'ère glaciaire, par Mauricio Anton, 2008.
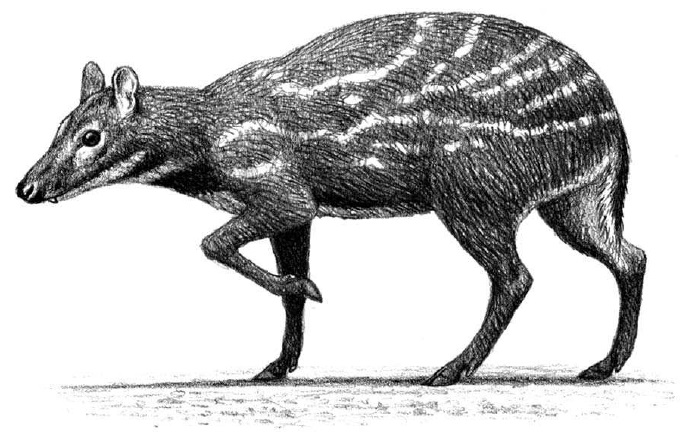
Représentation d'un Dorcatherium.

## Publications
Parmi ses livres les plus célèbres on recense :
- [Agustí & Antón 1997] (es) Jordi Agustí (ill. Mauricio Antón), Memoria de la Tierra. Vertebrados fósiles de la Península Ibérica, Ediciones del Serbal, coll. « Libros del buen andar » (no 42), 1997, 157 p. (ISBN 8476281951 et 9788476281956, présentation en ligne).
- [Turner & Antón 1997] (en) Alan Turner (ill. Mauricio Antón), The big cats and their fossil relatives. An illustrated guide to their evolution and natural history, Columbia University Press, 1997 (présentation en ligne).
- [Agustí & Antón 2002] (en) Jordi Agustí et Mauricio Antón, Mammoths, sabertooths and hominids. 65 million years of mammalian evolution in Europe, New York, Columbia University Press, 2002, 313 p., sur books.google.fr (ISBN 0-231-11640-3, présentation en ligne).
- [Turner y Antón 2004] (en) Alan Turner et Mauricio Antón, Evolving Eden. An illustrated guide to the evolution of the african large mammal fauna, Columbia University Press, 2004, 269 p., sur books.google.fr (ISBN 9780231119443, présentation en ligne).
- [Turner & Antón 2004] (en) Alan Turner (ill. Mauricio Antón), National Geographic : prehistoric mammals [« Larousse de los mamíferos prehistóricos (2007) »], National Geographic, 2004, 192 p., sur books.google.fr (présentation en ligne).
- [Antón 2007] (es) Mauricio Antón, El secreto de los fósiles, Aguilar, 2007, 360 p. (ISBN 840309762X et 9788403097629, présentation en ligne).
- [Wang & Tedford 2008] (en) Xiaoming Wang et Richard Tedford (ill. Mauricio Anton), Dogs, their fossil relatives and evolutionary history, New York, Columbia University Press, 2008 (présentation en ligne).
- [Antón & Morales 2009] (es) Mauricio Antón et Jorge Morales, Madrid antes del hombre, Comunidad de Madrid, 2009 (ISBN 9-788445-132609, présentation en ligne, lire en ligne [PDF] sur madrid.org).
- [Agustí & Antón 2011] (es) Jordi Agustí (ill. Mauricio Anton), La Gran Migración : la evolución humana más allá de África, Barcelona, ed. Crítica, 2011, 227 p., sur books.google.fr (ISBN 978-84-9892-533-3, présentation en ligne).
- [Antón 2013] (en) Mauricio Antón, Sabertooth, Bloomington, Indiana University Press, coll. « Life of the Past », 2013, 245 p., sur books.google.fr (ISBN 978-0-253-01042-1, OCLC 857070029, présentation en ligne).

Autres publications
- Mauricio Antón, dans scholar.google.fr